# Световен ден на добротата
Световният ден на добротата (на английски: World Kindness Day) се отбелязва всяка година на 13 ноември в много страни по целия свят повече от десетилетие.
Денят се отбелязва във връзка с това, че на 13 ноември 1998 г. в Токио се открива първата конференция на Световното движение на добротата, с участието на Австралия, Великобритания, Канада, САЩ, Сингапур, Тайланд и Япония. На конференцията се приема „Декларация на добротата“. Целта е да се забрави самолюбието, да се помисли за другите около нас, да се забравят расовите, половите и религиозните различия. Всички хора живеят в един свят и да мислят за мира, съвместното съжителство и щастието. Денят се отбелязва от хора от цял свят, които показват, че може да се замисляме повече за себе си и да направим света по-добро място заради самата доброта. Символът на движението представлява „открито сърце“. Той е дело на френския художник Орел. През юни 2010 г. Луис Бърфит-Донс и Дейвид Джамили, членове на Движението и хуманитаристи, отбелязват Денят на добротата във Великобритания. Тяхната цел е да се подчертаят добрите дела, извършени в цялата страна. Идеята за доброта е различна при всеки човек – помощ на възрастен човек при пресичане на пътя, правене на комплимент на някого, извършване на доброволческа дейност или почерпка на работното място.
| „         | „Езикът, който глухите могат да чуят и който слепите могат да видят.“ | “ |
| Марк Твен |                                                                       |   |

| „               | „Най-добрите моменти от живота на човека са най-простите, случайни актове на доброта и любов.“ | “ |
| Уилям Уърдсуърт |                                                                                                |   |